# Александровка (Широковский район)
Алекса́ндровка (укр. Олекса́ндрівка) — село, Александровский сельский совет, Широковский район, Днепропетровская область, Украина.
Код КОАТУУ — 1225881101. Население по переписи 2024 года составляло 1116 человек.
Является административным центром Александровского сельского совета, в который, кроме того, входит село Нове Життя.

## Географическое положение
Село Александровка находится на расстоянии в 1,5 км от сёл Нове Життя и Подовое.
Вокруг села несколько ирригационных каналов.
Через село проходит автомобильная дорога Т-0411.

## История
- Слобода Александровка основана в 1884 году и некоторое время называлась Новоалександровка. Но уже на карте 1903 года именуется «посёлок Александровский».

## Экономика
- СПК «Мрия».
- ФХ «Астарта».

## Объекты социальной сферы
- Школа.
- Детский сад.
- Амбулатория.
- Дом культуры.
- Церковь УПЦ КП.